# Ariel Borysiuk
Ariel Paweł Borysiuk (Biała Podlaska, 29 luglio 1991) è un ex calciatore polacco, di ruolo centrocampista.

## Carriera

### Club
Cresciuto nelle giovanili del TOP 54 Biała Podlaska, Ariel Borysiuk si trasferisce nel 2007 al Legia Varsavia.

## Statistiche

### Presenze e reti nei club
Statistiche aggiornate al 20 luglio 2011.
| Stagione              | Squadra               | Campionato            | Campionato | Campionato | Coppe nazionali | Coppe nazionali | Coppe nazionali | Coppe continentali | Coppe continentali | Coppe continentali | Altre coppe | Altre coppe | Altre coppe | Totale | Totale |
| Stagione              | Squadra               | Comp                  | Pres       | Reti       | Comp            | Pres            | Reti            | Comp               | Pres               | Reti               | Comp        | Pres        | Reti        | Pres   | Reti   |
| --------------------- | --------------------- | --------------------- | ---------- | ---------- | --------------- | --------------- | --------------- | ------------------ | ------------------ | ------------------ | ----------- | ----------- | ----------- | ------ | ------ |
| 2007-2008             | Legia Varsavia        | A                     | 8          | 1          | CP              | 4               | 0               | -                  | -                  | -                  | -           | -           | -           | 12     | 1      |
| 2008-2009             | Legia Varsavia        | A                     | 18         | 0          | CP              | 4               | 0               | CU                 | 2                  | 0                  | -           | -           | -           | 24     | 4      |
| 2009-2010             | Legia Varsavia        | A                     | 23         | 0          | CP              | 3               | 0               | UEL                | 4                  | 0                  | -           | -           | -           | 30     | 0      |
| 2010-2011             | Legia Varsavia        | A                     | 26         | 2          | CP              | 5               | 0               | -                  | -                  | -                  | -           | -           | -           | 31     | 2      |
| 2011-gen.2012         | Legia Varsavia        | A                     | 15         | 1          | CP              | 1               | 0               | UEL                | 9                  | 0                  | -           | -           | -           | 25     | 1      |
| Totale Legia Varsavia | Totale Legia Varsavia | Totale Legia Varsavia | 90         | 4          |                 | 17              | 0               |                    | 15                 | 0                  |             |             |             | 122    | 4      |
| gen.-giu. 2012        | Kaiserslautern        | B                     | 12         | 0          | CG              | -               | -               | -                  | -                  | -                  | -           | -           | -           | 12     | 0      |
| 2012-2013             | Kaiserslautern        | 2B                    | 28+2       | 0          | CG              | 1               | 0               | -                  | -                  | -                  | -           | -           | -           | 31     | 0      |
| 2013-gen.2014         | Kaiserslautern        | 2B                    | 4          | 0          | CG              | 0               | 0               | -                  | -                  | -                  | -           | -           | -           | 4      | 0      |
| Totale Kaiserslautern | Totale Kaiserslautern | Totale Kaiserslautern | 46         | 0          |                 | 1               | 0               |                    | -                  | -                  |             |             |             | 47     | 0      |
| gen.-giu.2014         | Volga N.N.            | PL                    | 4          | 0          | CR              | -               | -               | -                  | -                  | -                  | -           | -           | -           | 4      | 0      |
| 2021-2022             | Chennaiyin            | ISL                   | 14         | 1          | -               | -               | -               | -                  | -                  | -                  | -           | -           | -           | 14     | 1      |
| Totale carriera       | Totale carriera       | Totale carriera       | 154        | 5          |                 | 18              | 0               |                    | 15                 | 0                  |             |             |             | 187    | 5      |

### Cronologia presenze e reti in nazionale
| Cronologia completa delle presenze e delle reti in nazionale ― Polonia | Cronologia completa delle presenze e delle reti in nazionale ― Polonia | Cronologia completa delle presenze e delle reti in nazionale ― Polonia | Cronologia completa delle presenze e delle reti in nazionale ― Polonia | Cronologia completa delle presenze e delle reti in nazionale ― Polonia | Cronologia completa delle presenze e delle reti in nazionale ― Polonia | Cronologia completa delle presenze e delle reti in nazionale ― Polonia | Cronologia completa delle presenze e delle reti in nazionale ― Polonia |
| Data                                                                   | Città                                                                  | In casa                                                                | Risultato                                                              | Ospiti                                                                 | Competizione                                                           | Reti                                                                   | Note                                                                   |
| ---------------------------------------------------------------------- | ---------------------------------------------------------------------- | ---------------------------------------------------------------------- | ---------------------------------------------------------------------- | ---------------------------------------------------------------------- | ---------------------------------------------------------------------- | ---------------------------------------------------------------------- | ---------------------------------------------------------------------- |
| 17-11-2010                                                             | Poznań                                                                 | Polonia                                                                | 3 – 1                                                                  | Costa d'Avorio                                                         | Amichevole                                                             | -                                                                      | 85’                                                                    |
| 10-12-2010                                                             | Adalia                                                                 | Polonia                                                                | 2 – 2                                                                  | Bosnia ed Erzegovina                                                   | Amichevole                                                             | -                                                                      | 63’                                                                    |
| 6-2-2011                                                               | Vila Real de Santo António                                             | Polonia                                                                | 1 – 0                                                                  | Moldavia                                                               | Amichevole                                                             | -                                                                      | 78’                                                                    |
| 15-8-2012                                                              | Tallinn                                                                | Estonia                                                                | 1 – 0                                                                  | Polonia                                                                | Amichevole                                                             | -                                                                      | 68’                                                                    |
| 7-9-2012                                                               | Podgorica                                                              | Montenegro                                                             | 2 – 2                                                                  | Polonia                                                                | Qual. Mondiali 2014                                                    | -                                                                      | 69’                                                                    |
| 11-9-2012                                                              | Breslavia                                                              | Polonia                                                                | 2 – 0                                                                  | Moldavia                                                               | Qual. Mondiali 2014                                                    | -                                                                      | 75’                                                                    |
| 12-10-2012                                                             | Varsavia                                                               | Polonia                                                                | 1 – 0                                                                  | Sudafrica                                                              | Amichevole                                                             | -                                                                      |                                                                        |
| 17-10-2012                                                             | Varsavia                                                               | Polonia                                                                | 1 – 1                                                                  | Inghilterra                                                            | Amichevole                                                             | -                                                                      | 90’                                                                    |
| 4-6-2013                                                               | Cracovia                                                               | Polonia                                                                | 2 – 0                                                                  | Liechtenstein                                                          | Amichevole                                                             | -                                                                      |                                                                        |
| 16-6-2015                                                              | Danzica                                                                | Polonia                                                                | 0 – 0                                                                  | Grecia                                                                 | Amichevole                                                             | -                                                                      | 86’                                                                    |
| 17-11-2015                                                             | Breslavia                                                              | Polonia                                                                | 3 – 1                                                                  | Rep. Ceca                                                              | Amichevole                                                             | -                                                                      | 77’                                                                    |
| 23-3-2016                                                              | Poznań                                                                 | Polonia                                                                | 1 – 0                                                                  | Serbia                                                                 | Amichevole                                                             | -                                                                      | 82’                                                                    |
| Totale                                                                 |                                                                        | Presenze                                                               | 12                                                                     |                                                                        | Reti                                                                   | 0                                                                      |                                                                        |

## Palmarès

### Club

#### Competizioni nazionali
- Coppa di Polonia: 3

Legia Varsavia: 2007-2008, 2010-2011, 2011-2012
- Campionato moldavo: 1

Sheriff Tiraspol: 2019